# Dan Evans
Daniel Evans (n. 23 mai 1990) este un jucător britanic de tenis. Cea mai înaltă poziție la simplu în clasamentul ATP este numărul 22 mondial, la 27 septembrie 2021, iar la dublu locul 52 mondial, la 26 aprilie 2021. În 2015, a făcut parte din echipa britanică câștigătoare de Cupă Davis.

## Legăuri externe
- en Dan Evans la Association of Tennis Professionals
- Profil ITF pentru Dan Evans
- Dan Evans la Cupa Davis
- LTA profile